# Moroni-moskee
De Moroni-moskee, ook wel bekend als de Vrijdagmoskee, is een moskee in Moroni, de hoofdstad van de Comoren. De moskee werd gebouwd aan het begin van de 19e eeuw. De foto's uit 1899 van de resident van Frankrijk Pobeguin onthullen het bestaan van deze moskee niet.
Het is gelegen in het centrum van een district van de hoofdstad genaamd Badjanani. Op vrijdag en de islamitische feestdagen kan de moskee erg vol zijn. Het is gebouwd volgens de Arabisch-islamitische architectuur. De kleur van de buitenkant is altijd wit geweest. Deze moskee heeft een grote vierkante minaret die al van ver te zien is.
De stad Moroni heeft verschillende moskeeën, maar deze is de meest historische.